# 堤坝大街

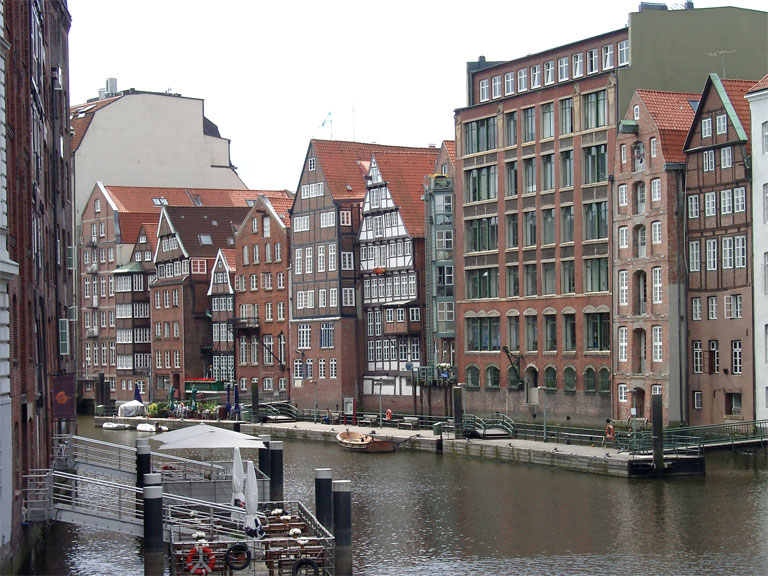

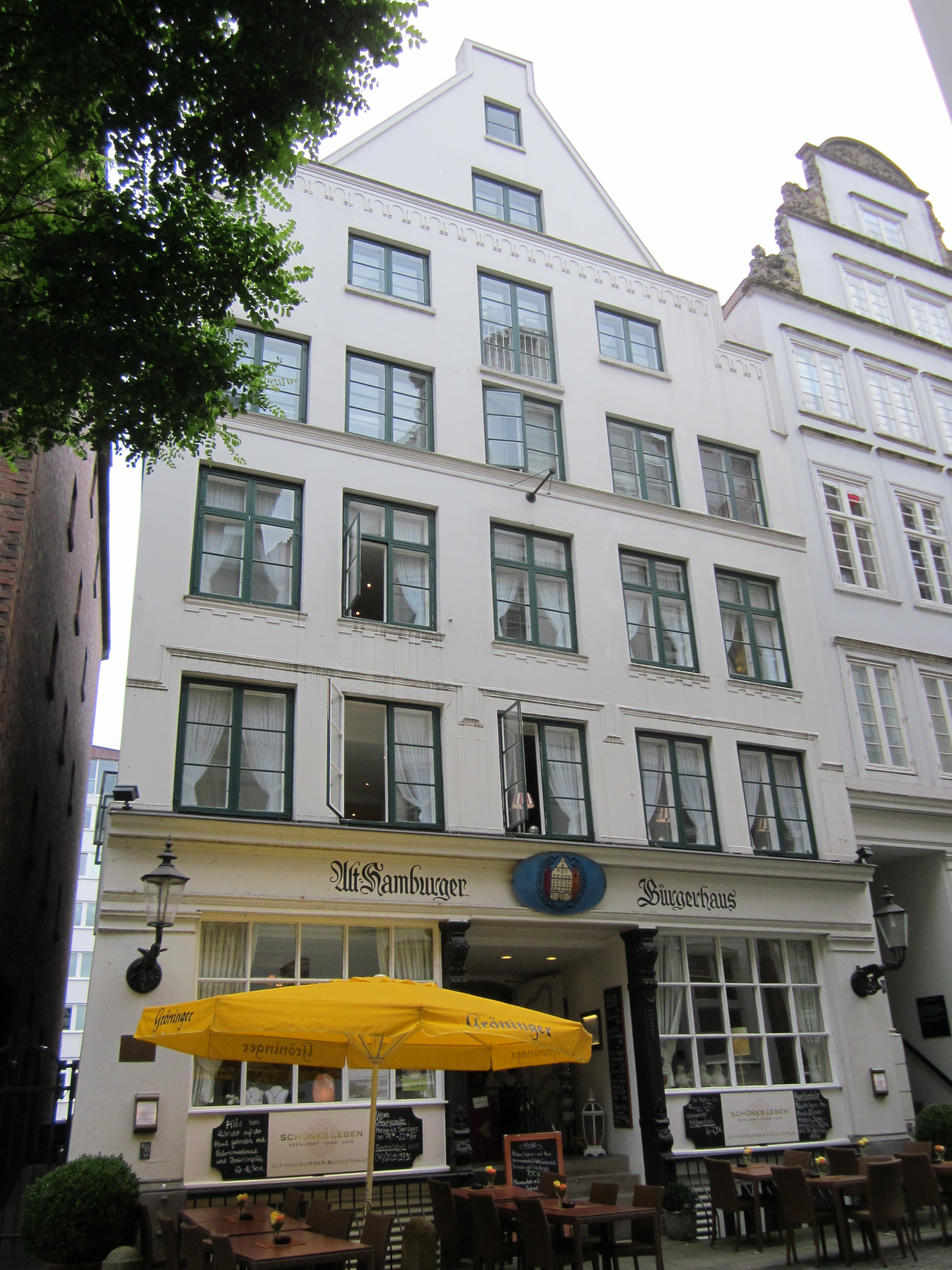

堤坝大街（Deichstraße）是德国汉堡的汉堡旧城最古老的街道，也是一处受欢迎的旅游景点。
堤坝大街的历史可以追溯到14世纪，在1304年首次见于记载。。毗邻尼古拉河，并且靠近Speicherstadt,精心修复的17-19世纪的房屋。 1842年汉堡大火在堤坝大街42号爆发，摧毁了许多原有的建筑物， 只有街道的南端得以幸免 - 因为风向主要朝向东北方向。今天，堤坝大街与汉堡新城的彼得大街，包含了该市一些最古老的建筑物，包括最古老的仓库，在彼得大街27号，建于1780年。